# Kukavica (montagne)
Pour les articles homonymes, voir Kukavica.
La Kukavica (en serbe : Planina Kukavica et Планина Кукавица) est un massif montagneux situé au sud-est de la Serbie.

## Géographie

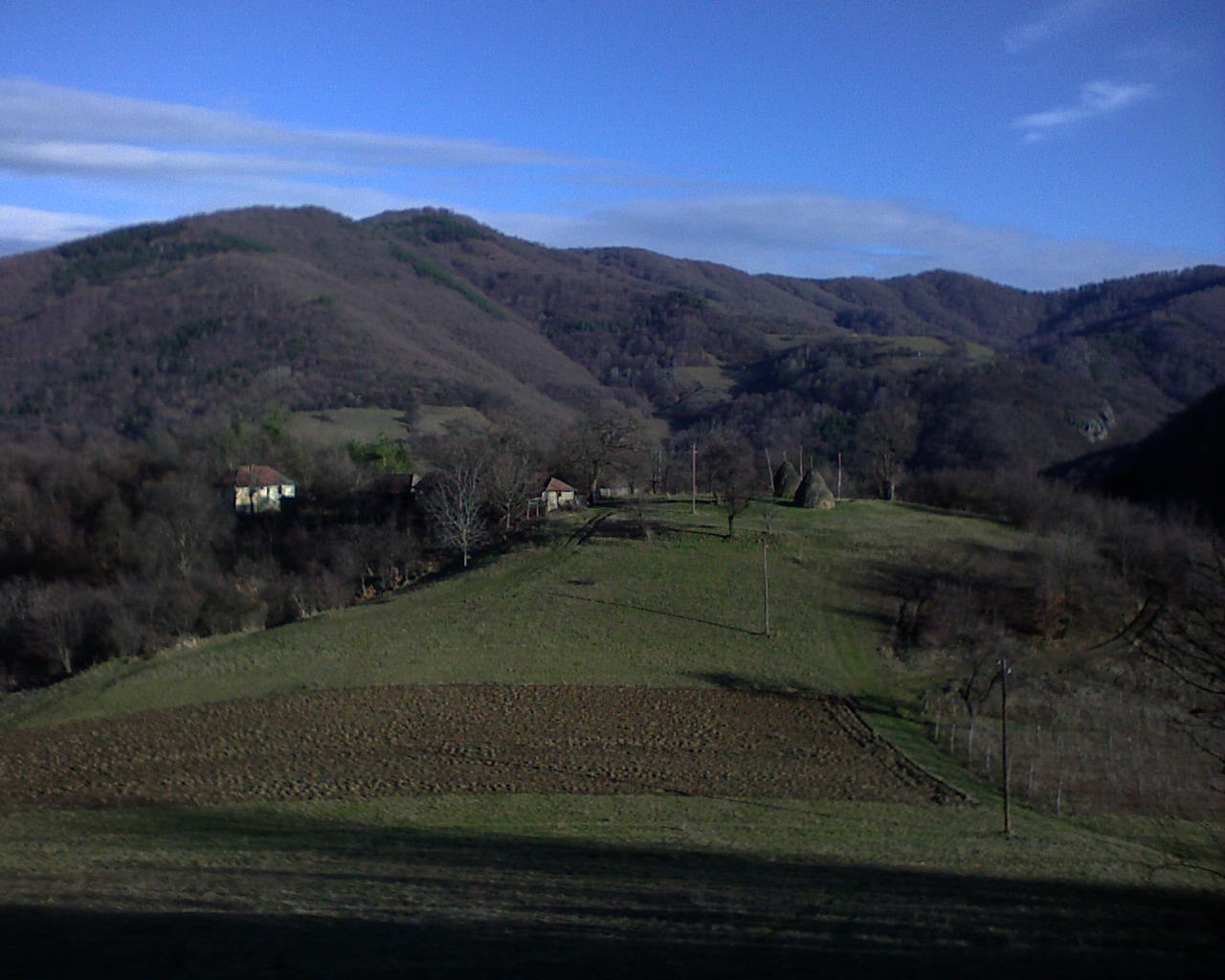
Vue des monts Kukavica.

Les monts Kukavica bordent la rive gauche de la Južna Morava (la « Morava du sud » ; la rivière Veternica prend sa source sur les pentes occidentales du massif. Ils s'étendent sur les deux districts administratifs serbes de Pčinja et de Jablanica. Ils se trouvent au nord de Vranje, au sud de Leskovac et à l'ouest de Vladičin Han.
Le point culminant de la Kukavica est le mont Vlajna, qui s'élève à 1 442 m d'altitude. Les autres sommets du massif sont les monts Valjovska čuka (1 207 m), Tumba (1 192 m), Furnište (1 370 m), Tikva (1 405 m), Bukovska čuka (1 386 m) et Orlova čuka (1 306 M). Ces monts, ainsi que la vallée de la Golema reka, divisent le massif en deux parties. La partie septentrionale, particulièrement abrupte, est dépourvue de toute localité, tandis que la partie méridionale, plus clémente, possède quelques villages, comme Jagnjilo ou Beliševo. Au sud du massif, en allant vers Vranje, se trouvent encore deux autres sommets, les monts Oblik (1 310 m) et Grot (1 327 m).